# Пенцикловір
Пенцикловір — синтетичний противірусний препарат з групи нуклеозидних аналогів для місцевого застосування.

## Фармакологічні властивості
Пенцикловір — синтетичний противірусний препарат з групи нуклеозидних аналогів. Механізм дії препарату полягає в утворенні активного метаболіту — пенцикловіру трифосфату, що інгібує фермент вірусів — ДНК-полімеразу — та гальмує синтез вірусної ДНК. До препарату чутливими є вірус простого герпесу, цитомегаловіруси, вірус вітряної віспи та вірус Епштейна — Барр. Пенцикловір має дуже низьку біодоступність при прийомі всередину (близько 5%), тому застосовується препарат виключно місцево. При місцевому застосуванні пенцикловір проникає в уражені вірусами клітини, перетворюючись у них шляхом фосфорилювання в активний метаболіт — пенцикловіру трифосфат. У неуражених вірусом клітинах препарат не визначається. Після місцевого застосування пенцикловір не визначається в плазмі крові та сечі. Немає даних за проникнення препарату через плацентарний бар'єр та виділення в грудне молоко. Період напіввиведення пенцикловіру з уражених вірусами клітин становить 7—20 годин. Немає даних за метаболізм пенцикловіру в організмі та виведення препарату з організму.

## Показання до застоування
Пенцикловір застосовується при рецидивуючому простому герпесі.

## Побічна дія
При застосуванні пенцикловіру можливі наступні побічні ефекти: часто (1—10%) біль, гіпестезія, набряк та утворення пухирів на шкірі, висипання на шкірі, свербіж шкіри, кропив'янка, алергічний дерматит; нечасто печіння, подразнення та поколювання у місці нанесення препарату, контактний дерматит.

## Протипокази
Пенцикловір протипоказаний при підвищеній чутливості до препарату або фамцикловіру, дітям до 16 років. З обережністю застосовують препарат при вагітності та годуванні грудьми.

## Форми випуску
Пенцикловір випускають у вигляді 1% крему в тубах по 2 г.